# 俄羅斯對美國和北約的最後通牒
俄羅斯對美國和北約的最後通牒，是指2021年12月，俄羅斯在烏克蘭邊境集結軍隊，並在西方媒體傳出俄羅斯準備入侵烏克蘭的背景下，向美國和北約提出「安全保證」的要求。莫斯科的要求包括：美國和北約必須保證烏克蘭和格魯吉亞不會加入北約，並且不得在烏克蘭、東歐、高加索和中亞地區開展任何軍事活動。
在美國和北約拒絕莫斯科的要求後，俄羅斯於2022年2月24日發動對烏克蘭的入侵。

## 背景
2021年，由於烏克蘭問題，俄羅斯與西方的關係顯著惡化。當時，莫斯科開始大規模向烏克蘭邊境調集軍隊，西方國家擔心俄羅斯可能會入侵烏克蘭。莫斯科長期以來要求北約保證烏克蘭和格魯吉亞不會加入該聯盟。儘管2021年烏克蘭並未正式提出加入北約的要求，但烏克蘭加強與西方國家，尤其是與美國的軍事合作。
2021年6月，俄羅斯總統弗拉基米爾·普京撰文《論俄羅斯人和烏克蘭人的歷史統一》，否認烏克蘭民族的存在，並稱烏克蘭的獨立是一個偶然的歷史異常。
2021年10月，《紐約時報》報導稱，美國情報機構向北約盟國發出警告，稱阻止俄羅斯在烏克蘭發動戰爭的時間已所剩無幾。普京稱這些有關俄羅斯準備入侵烏克蘭的報導是「危言聳聽」。
2021年10月21日，普京在索契的瓦爾代國際辯論俱樂部會議上表示：「北約在烏克蘭實際軍事存在對俄羅斯構成真正的威脅。」他指出：「儘管（烏克蘭）正式加入北約的可能性不大，但該地區已經在進行軍事部署。」普京將目前的局勢與兩德統一時期相比：「當時各方聲稱，兩德統一後北約的基礎設施絕不會向東擴展，這應該是對俄羅斯的保證。他們公開作出這些聲明，但實際情況如何呢？他們欺騙我們。現在他們反問：『有證據嗎，拿出來看看？』」普京談到北約東擴：「擴張了一次，又擴張了第二次，那麼軍事戰略後果是什麼？基礎設施在靠近（俄羅斯）。（北約）在羅馬尼亞和波蘭安裝導彈防禦系統，但這些發射裝置可以輕易改裝成部署戰斧巡航導彈的攻擊系統，只需更換軟體即可完成。」他還提到，美國國防部長勞埃德·奧斯汀的言論可以視為「為烏克蘭打開北約之門」：「奧斯汀說，每個國家都有權選擇加入北約。沒有人反對。沒有人？這對俄羅斯來說不是安全保障。」談到烏克蘭與北約的關係，普京表示，雖然《烏克蘭憲法》禁止在其領土上設立外國軍事基地，但「設立訓練中心並不受限制，而在訓練中心的名義下，任何東西都可以部署。」

## 過程

### 俄羅斯的行動
2021年底，俄羅斯意外地要求西方提供法律上的「安全保證」。
2021年11月18日，普京在俄羅斯外交部擴大會議上發表講話，主要批評西方。普京指出：「西方夥伴向基輔提供致命的現代武器，並在黑海及其他靠近我們邊界的地區進行挑釁性的軍事演習，加劇局勢。」他還指責烏克蘭「公然不履行」明斯克協議，並指責法國和德國「縱容」基輔。此外，普京還指責西方在白俄羅斯邊界製造移民危機。普京辯稱，俄羅斯不需要在其西部邊境發生衝突，但同時指出「那裡仍然存在一定的緊張局勢」，並補充說，「他們有必要盡可能地維持這種狀態，這樣他們就不會想到在我們的西部邊境為我們安排某種不必要的衝突。」普京表示：「我們應該提出要求，爭取為俄羅斯提供嚴肅的、長期的安全保障。」
12月1日，在外國大使遞交國書的儀式上，普京將獲得西方提供的「安全保證」定為俄羅斯外交部的首要任務。他強調，「我們需要的是合法、具有法律約束力的保證，因為西方同事未能履行他們相應的口頭承諾。」
12月2日，俄羅斯外交部長謝爾蓋·拉夫羅夫在斯德哥爾摩向西方發出最後通牒，聲稱「烏克蘭正在進行軍事增援」，並「重現軍事對抗的可怕場景」。拉夫羅夫威脅說：「在北約部隊部署在我國邊境附近的背景下，無視俄羅斯的合理關切，將烏克蘭拉入美國的地緣政治遊戲，將產生最嚴重的後果，並將迫使我們採取報復措施，糾正軍事戰略錯誤。另一種選擇可能是對我們西部邊界的長期安全保證，這應被視為一項迫切要求。」俄羅斯外交部長表示，俄羅斯「不希望發生任何衝突」，但強調「如果我們的北約夥伴聲稱，任何國家都可以自行決定是否加入北約，我們則引用國際法規定，每個國家都有選擇保護其合法安全利益的方式之權利。」該聲明是在俄羅斯進一步將軍隊部署到烏克蘭邊界的背景下發表的。
12月10日，俄羅斯外交部在其網站上發佈新聞稿，主要內容是建議推翻2008年北約布加勒斯特峰會「烏克蘭和格魯吉亞將加入北約」的決定。

### 俄羅斯向美國和北約提出的安全保證條件
2021年12月15日，普京向美國助理國務卿凱倫·唐弗里德轉交俄羅斯希望從西方獲得的「具體建議」。兩天後，即12月17日，俄羅斯外交部在其網站上公佈這些文件。該協議草案被稱為《俄羅斯聯邦與美國安全保證條約》和《俄羅斯聯邦與北大西洋公約組織成員國安全措施協議》。
俄羅斯與美國的條約草案主要內容包括：
- 美國承諾不在前蘇聯國家建立軍事基地，並停止與這些國家的任何軍事合作[18]；
- 美國保證不再向東擴展北約，並拒絕接納前蘇聯國家加入該聯盟[18]；
- 俄羅斯和美國同意不在能夠威脅對方領土的地點部署中程和短程彈道導彈[6]；
- 雙方承諾不在自己邊界以外部署核武器，將之前在國外部署的核武器撤回，拆除境外核武基礎設施，不進行核武演習，亦不訓練非核國家使用核武器[18]；
- 雙方保證不在本國領空以外進行重型轟炸機飛行，不在國家水域以外部署能夠威脅對方領土的戰艦[18]；
- 不干涉對方內政，包括不支持主張「違憲改變政權」的組織、團體和個人，並且不採取旨在改變對方政治或社會體制的任何行動[19]。

俄羅斯與北約的條約草案主要內容包括：
- 從1997年後加入北約的國家領土上撤出所有外國武裝部隊和軍事基礎設施，這些都是在隨後幾年內部署的[19]；
- 禁止北約進一步擴張，包括烏克蘭及其他國家的加入[18]；
- 北約承諾在烏克蘭、東歐、外高加索和中亞停止任何軍事活動[18]；
- 確認雙方「不將彼此視為敵人」，並承諾「和平解決所有國際爭端，避免任何使用武力的行為」[18]；
- 為避免「事件發生」，雙方承諾在協議的邊境地區不進行超過「旅級規模」的軍事演習和其他行動[4]；
- 建立俄羅斯與北約之間的緊急聯絡熱線[18]。

俄羅斯媒體《生意人報》報導指，其在「美國政府機構」內的消息來源對俄羅斯僅在兩天前向美方提交文件後就迅速公開表示驚訝。一名美國消息人士對俄羅斯記者表示：「這不是外交中通常做事的方式」。《生意人報》的記者也指出，「在如此敏感的領域，剛交給潛在夥伴的文件就立即公布，這對俄羅斯外交來說是不尋常的舉動。」在條約草案發布後不久，BBC記者撰文稱，幾乎無法想像美國和北約會在沒有重大修改的情況下簽署這些文件，並指出「莫斯科非常清楚，她在向西方提出不可能實現的要求」。在俄羅斯外交部就舉行公佈與美國和北約的協議草案的簡報會上提問，為何俄羅斯提出明知無法實現的要求時，俄羅斯外交部副部長謝爾蓋·里亞布科夫回答說：「你說我們應該明白我們的提議是不可接受的。我不這麼認為。我認為，最近在歐洲和歐亞大陸的形勢與以往截然不同，這裡沒有任何舊經驗或舊模式是適用於此。」
《Gazeta.ru》在2021年12月採訪的俄羅斯專家指出，俄羅斯的提議既可以看作是對西方的最後通牒，也可以看作是談判邀請。例如，《全球事務中的俄羅斯》雜誌主編費奧多爾·盧基亞諾夫認為，俄羅斯外交部的聲明是對北約和美國提出的最後通牒，但能否實現這些要求還是個問題。他說：「主要問題是接下來會發生什麼，因為這類聲明通常意味著如果這項提議不被接受，將會有『B計劃』。而在目前的情況下，接受這項提議的可能性非常低。」
同時，BBC訪問的西方專家認為，普京的最後通牒要麼是為戰爭找藉口，要麼是在虛張聲勢。美國軍事分析家邁克爾·科夫曼指出：「這是一個基於實際使用武力威脅的最後通牒。」2021年12月，他表示，俄羅斯的行動顯示，俄羅斯當局決心對烏克蘭發動軍事行動，因為他認為「俄羅斯不僅提出不可能實現的要求，還以必然導致拒絕的方式提出。」此外，美國退休外交官伊恩·凱利表示：「當各國認真對待文件時，他們不會公開發佈它們。公開發佈實際上使這些文件變成一種要求，而不是談判的邀請。」凱利也提到，雖然普京自2008年以來一直反對北約擴張，但普京要求北約停止與前蘇聯國家所有軍事合作的要求是「最近」出現的。
在俄羅斯公佈與美國和北約的協議草案後不久，西方媒體報導引用白宮消息人士稱，美國當局認為俄羅斯提議中的一些條款是「有價值」，但有些條款對美國來說是「完全不可接受」。

### 對俄羅斯要求「安全保證」的反應
2021年12月14日，烏克蘭總統弗拉基米爾·澤連斯基回應記者提問是否願意放棄加入北約以換取俄羅斯從烏克蘭邊境撤軍時表示：「我國放棄世界上第三大核武庫中的蘇聯核武器，而換來的，包括來自俄羅斯的承諾，是尊重我們的邊界和安全。但這些承諾全都被拋到垃圾桶。」澤連斯基補充說：「聽到俄羅斯要求任何保證都是很荒謬，因為俄羅斯自己已經違背太多承諾。」
同時，中華人民共和國支持俄羅斯提出的「歐洲安全保證」建議。2022年2月4日，在俄羅斯總統普京訪問北京期間，俄羅斯和中國發表一份聯合聲明，反對北約進一步擴張，呼籲北約「放棄冷戰時期的意識形態」，譴責「某些國家試圖向其他國家強加其『民主標準』」，並重申「台灣是中國不可分割的一部分」。

## 另見
- 勃列日涅夫主義
- 俄羅斯入侵烏克蘭的合法性
- 蘇聯對芬蘭的最後通牒
- 蘇聯對羅馬尼亞的最後通牒
- 蘇聯對立陶宛的最後通牒